# Sturgeon River, Alberta
Sturgeon River är ett vattendrag i Kanada.   Det ligger i provinsen Alberta, i den centrala delen av landet, 2 800 km väster om huvudstaden Ottawa.
Trakten runt Sturgeon River består till största delen av jordbruksmark. Runt Sturgeon River är det tätbefolkat, med 276 invånare per kvadratkilometer.